# Markus Bott
Pour les articles homonymes, voir Bott.
Markus Bott est un boxeur allemand né le 13 janvier 1962 à Pforzheim.

## Carrière
Il devient champion du monde des lourds-légers WBO en battant aux points le 13 février 1993 Tyrone Booze mais s'incline dès le combat suivant face à Nestor Hipolito Giovannini le 26 juin 1993. Battu quelques mois plus tard lors du combat revanche, il met une première fois un terme à sa carrière fin 1993 puis tente un retour sans suite en 1998.